# Роуз и Бърнард
Роуз Надлър (на английски: Rose Nadler) (родена Хендерсън (на английски: Henderson)) и Бърнард Надлър (на английски: Bernard Nadler) са периодични герои от американския сериал „Изгубени“ на телевизия ABC. Ролите се изпълняват съответно от Ел Скот Колдуел и Сам Андерсън. Роуз и Бърнард посещават лечител чрез вярата по време на медения си месец с надеждата да излекуват рака ѝ. Когато Бърнард посещава тоалетната по време на полета, самолетът се разделя на две, като двете половини падат на различни части от остров в Южния Пасифик. Двамата се събират в средата на втори сезон и Роуз разкрива, че островът я е излекувал. След пътуване във времето в пети сезон те се отделят от останалите оцелели и построяват колиба до океана, в която да живеят. В българския дублаж Роуз и Бърнард се озвучават от Елена Русалиева и Николай Николов.